# Arrondissement de la Rive droite d'Irkoutsk
L'arrondissement de la Rive droite (russe : Правобережный округ, Pravoberejni okroug) est l'un des quatre arrondissements de la ville sibérienne d'Irkoutsk en Russie.